# Sajószöged
Sajószöged là một thị trấn thuộc hạt Borsod-Abaúj-Zemplén, Hungary. Thị trấn này có diện tích 13,62 km², dân số năm 2010 là 2341 người, mật độ 172 người/km².